# Eaton Square

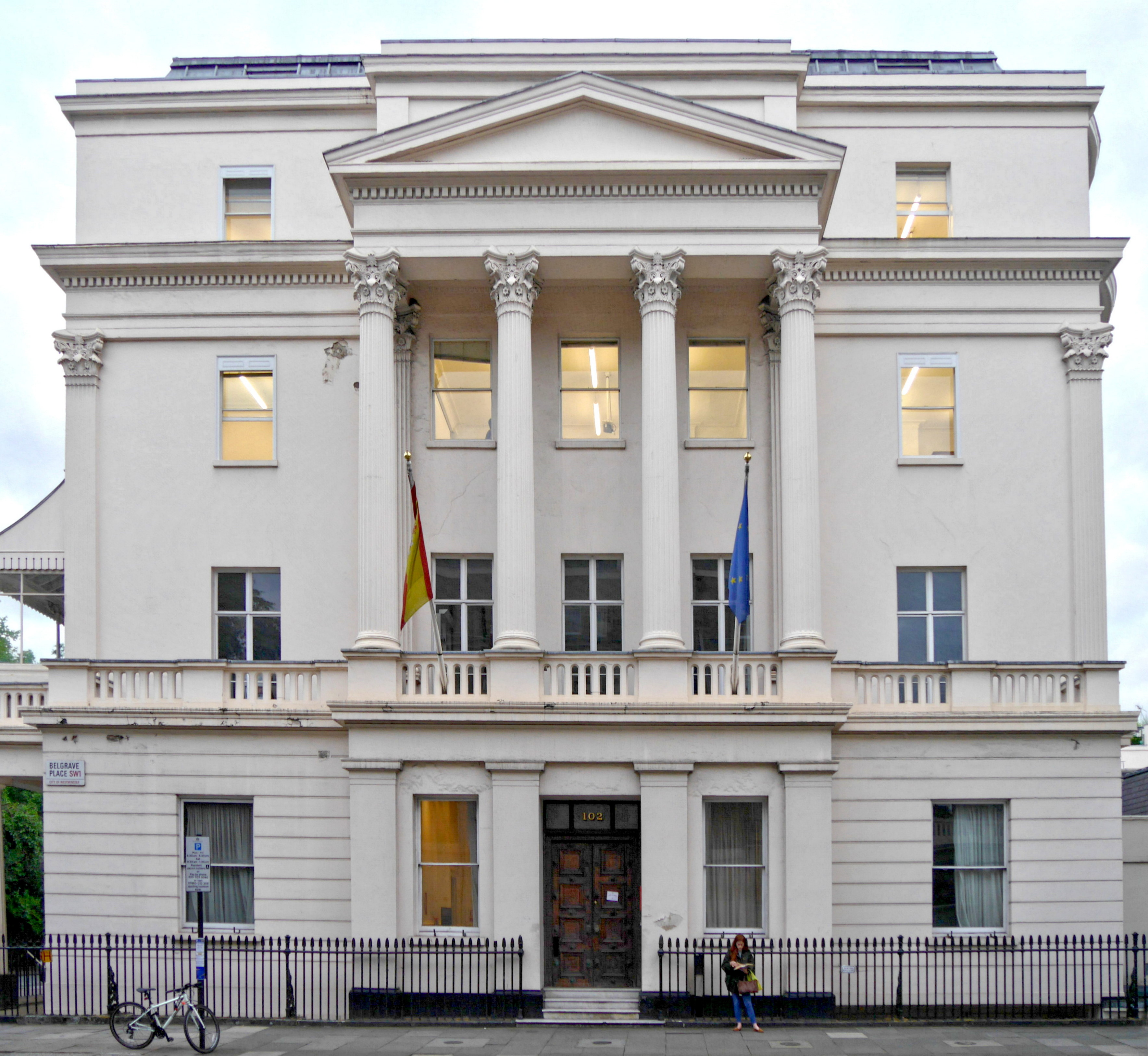
102 Eaton Square

Der Eaton Square ist ein Platz im wohlhabenden Londoner Stadtviertel Belgravia. Er wurde im 19. Jahrhundert angelegt und gilt als teuerste Wohnadresse in Großbritannien. Die Botschaften von Belgien und Bolivien in Großbritannien haben ihren Sitz am Eaton Square. 
Zu den prominenten Anwohnern des Platzes zählten die Unternehmer Roman Abramovich und George Soros, die britischen Premierminister Stanley Baldwin und Neville Chamberlain sowie die Aristokraten Fürst Klemens Wenzel von Metternich, Königin Wilhelmina der Niederlande und Prinzessin Katharina von Griechenland und Dänemark.

## Geschichte
Im Jahr 1677 erhielt die Familie Grosvenor durch Heirat das Land der heutigen Londoner Stadtviertel Belgravia und Pimlico und entwickelte diese ab Anfang des 19. Jahrhunderts. Ab 1827 entstanden die Plätze Belgrave Square und Eaton Square. Zeitgleich wurde der Chester Square geplant, welcher jedoch erst 1835 realisiert wurde.
Der Platz wurde nach Eaton Hall, dem Landsitz des Duke of Westminster, benannt. Im Zentrum des Platzes wurden Gärten angelegt, welche nur den Bewohnern des Platzes zugänglich sein sollten. Bis heute befinden sich die Gartenanlagen im Zentrum des Eaton Square im Privatbesitz der Anwohner. Später wurden hier auch Tennisplätze zur exklusiven Nutzung der Anwohner installiert.

## Prominente Anwohner
- Roman Abramovich (* 1966), Oligarch mit russischer, israelischer und portugiesischer Staatsbürgerschaft
- Harold Julian Amery, Baron Amery of Lustleigh (1919–1996), Politiker
- Leopold Stennett Amery (1873–1955), Politiker und Journalist
- Stanley Baldwin, 1. Earl Baldwin of Bewdley (1867–1947), Politiker
- Baron Boothby (1900–1986), Politiker
- Neville Chamberlain (1869–1940), Politiker
- Sarah Ferguson, Duchess of York (* 1959), geschiedene Ehefrau des britischen Prinzen Andrew
- Barry Gibb (* 1946), britisch-australischer Komponist und Musikproduzent
- Prinzessin Katharina von Griechenland und Dänemark (1913–2007), griechische Prinzessin
- Hugh Grosvenor, 7. Duke of Westminster (* 1991), Großgrundbesitzer
- Rex Harrison (1908–1990), Schauspieler
- Sir Robert Helpmann (1909–1986), australischer Schauspieler
- John Leonard King, Baron King of Wartnaby (1917–2005), Geschäftsmann
- Vivien Leigh (1913–1967), Theater- und Filmschauspielerin
- Fürst Metternich (1773–1859), österreichischer Diplomat, Politiker und Staatsmann
- Diana Mitford, Lady Mosley (1910–2003), Ehefrau des Brauereierben Bryan Walter Guinness
- Königin Wilhelmina der Niederlande (1880–1962), Prinzessin von Oranien-Nassau, von 1890 bis 1948 Königin der Niederlande
- George Peabody (1795–1869), Geschäftsmann, Investmentbanker und Philanthrop
- Luise Rainer (1910–2014), deutsche Schauspielerin
- Joachim von Ribbentrop (1893–1946), deutscher Politiker
- Alfred Robens (1910–1999), Gewerkschaftsfunktionär, Politiker und Industriemanager
- George Soros (* 1930), US-amerikanischer Investor und Philanthrop
- Peter Thorneycroft (1909–1994), Politiker
- George Tryon (1832–1893), Vizeadmiral und Oberkommandierender der britischen Mittelmeerflotte
- Edward Wood, 1. Earl of Halifax (1881–1959), Politiker